# Rifugio Falier
Das Rifugio Falier, vollständiger Name Rifugio Onorio Falier, (deutsch Falier- oder Ombretta-Hütte) ist eine Schutzhütte der Sektion Venedig des italienischen Alpenvereins CAI in der Marmolatagruppe in der Provinz Belluno. Die in der Regel von Mitte Juni bis Mitte September geöffnete Hütte verfügt über 56 Schlafplätze sowie einen Winterraum mit 6 Betten.

## Lage und Umgebung
Die Schutzhütte liegt im oberen Bereich des von West nach Ost verlaufenden Val Ombretta auf der orographisch linken Talseite unterhalb der Südwand der Punta Rocca (3309 m s.l.m.) im Gemeindegebiet von Rocca Pietore auf 2074 m. Im Westen überragen die Ostwände der Dreitausender Ombreta (3009 m) und Sasso Vernale (3058 m) den Talschluss.
Am Rifugio Falier führt eine Variante des Dolomiten Höhenweges Nr. 2 vorbei. In unmittelbarer Nähe befinden sich Stellungsreste und Kavernen aus der Zeit des Gebirgskrieges. Die Schutzhütte ist Ausgangspunkt für Besteigungen in der Südwand der Marmolata.

## Geschichte
Die Schutzhütte wurde 1911 von der Sektion Venedig des CAI, damals noch unter dem Namen Rifugio Ombretta errichtet.
Im Ersten Weltkrieg befand sich das italienische Abschnittskommando unter dem Befehl von Arturo Andreoletti des Alpini Bataillons Val Cordevole in der Hütte. Im April 1917 wurde das Gebäude von der österreichisch-ungarischen Artillerie zerstört.
1938 wurde mit dem Wiederaufbau der Hütte begonnen und 1939 konnte sie im Gedenken an den aus Venedig stammenden Onorio Falier eingeweiht werden, dessen Familie den Neubau finanziell wesentlich unterstützt hatte. Nachdem das Rifugio im Zweiten Weltkrieg erneut beschädigt worden war, wurde es 1948 wiedereröffnet.

## Zugänge
- Von der Malga Ciapèla, 1559 m ⊙ auf Weg 610 (1 Stunde 45 Minuten)
- Von Alba di Canazei, 1500 m ⊙ auf Weg 602, 610 (5 Stunden)

## Nachbarhütten und Übergänge
- Zum Rifugio Contrin, 2016 m ⊙ auf Weg 610, 606 in 3 Stunden 30 Minuten
- Zum Rifugio Contrin, 2016 m ⊙ auf Weg 612, 607 in 4 Stunden 30 Minuten
- Zum Bivacco Marco Dal Bianco, 2727 m ⊙ auf Weg 610, 650 in 2 Stunden
- Zum Rifugio Fuciade, 1972 m ⊙ auf Weg 612, 612b, 607 in 4 bis 5 Stunden